# Kedarnath
Kedarnath (pronunciació hindi: keːdaːɾnaːtʰ) és un drama romàntic hindi del 2018 escrit, dirigit i co-produït per Abhishek Kapoor. Aquest presenta a Sushant Singh Rajput i a la debutant Sara Ali Khan en els papers principals. La pel·lícula narra el romanç entre una noia hindú adinerada que fa un pelegrinatge a l'històric temple de Kedarnath, a la ciutat d'Uttarakhand, i un noi musulmà de família humil que es converteix en el seu guia.
La pel·lícula és produïda per Ronnie Screwvala de RSVP Movies i Abhishek Kapoor de Guy in the Sky Pictures, juntament amb Pragya Kapoor i Abhishek Nayyar; va ser co-escrit amb Kapoor per Kanika Dhillon. La producció de la pel·lícula va començar al juny de 2017, i el rodatge el 5 de setembre de 2017. La pel·lícula es va estrenar el 7 de desembre de 2018.

## Trama
Al 2013, un noia hindú adinerada, Mukku, inicia un pelegrinatge a l'històric temple de Kedarnath, a les muntanyes de Uttarakhand. Aviat coneix i s'enamora de Mansoor, un noi musulmà humil, qui esdevé el seu guia. A mesura que aquests s'apropen apareixen una sèrie d'obstacles que posen a prova la seva relació, com la desaprovació familiar i les inundacions causades per pluges que devastaran la regió. La parella es veurà obligada a superar aquests elements en defensa del seu amor.

## Repartiment
- Sushant Singh Rajput com Mansoor, un noi musulmà que exerceix de guia a Kedarnath[5]
- Sara Ali Khan com Mukku, una noia hindú adinerada que realitza un pelegrinatge[6]

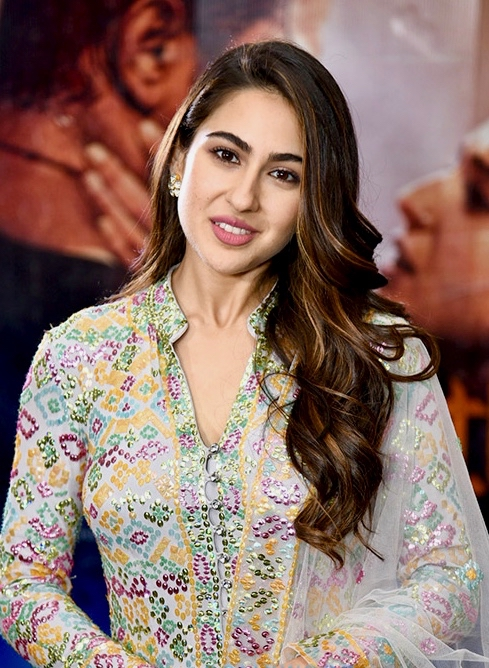
L'actriu protagonista, Sara Ali Khan, promocionant Kedarnath al 2018

- Nitish Bharadwaj
- Alka Amin
- Sonali Sachdev
- L'actriu protagonista, Sara Ali Khan, promocionant Kedarnath al 2018Pooja Gor
- Nishant Dahiya

## Producció
El rodatge de la pel·lícula va començar el 5 de setembre de 2017. El primer cartell de la pel·lícula va sortir a la llum el 19 d'agost de 2017. El primer cop d'ull a Sara Ali Khan va ser el 8 d'octubre de 2017. Rajput va completar les seves parts el 16 de juny de 2018.
Al febrer de 2018 una disputa entre el director Abhishek Kapoor i els productors KriArj Entertainment va portar a una demanda que va amenaçar la finalització de la producció. Més tard els productors van aclarir la seva intenció de continuar la producció. El posterior cas judicial va portar a KriArj Entertainment a deixar la producció de la pel·lícula íntegrament quan Ronnie Screwvala de RSVP Movies va optar a fer-se càrrec. La batalla legal va provocar certa confusió en la programació del rodatge de l'actriu principal, Sara Ali Khan, ja que paral·lelament es trobava gravant la seva segona pel·lícula, Simmba, amb Ranveer Singh. Com que tenia dies lliures pel cas judicial dels productors de Kedarnath, Khan va assignar aquests per filmar Simmba; aquesta decisió va ser inconvenient pel director de Kedarnath, Abhishek Kapoor, qui va portar a Khan a la cort. Els dos es van saldar fora del tribunal quan Khan va acordar dividir el seu temps entre ambdues pel·lícules. El cas també va tenir un efecte en l'estrena de la pel·lícula; ja que els productors van acabar perdent diverses oportunitats d'estrenar-la cap a final de l'any; semblava que la pel·lícula s'estrenaria el 2019 i que Simmba, dirigida per Rohit Shetty seria la pel·lícula de debut de Sara Ali Khan. Tanmateix, quan els productors d'Ajay Devgn de Total Dhamaal van renunciar a la seva data de llançament del 7 de desembre a favor de finals de febrer de 2019, RSVP Movies no va trigar en assegurar la data per a Kedarnath.
Al novembre de 2018 sacerdots de Kedarnath van reclamar la prohibició de la pel·lícula ja aquesta promou "l'amor jihad", és a dir, l'amor entre un home musulmà i una dona pertanyent a una comunitat no musulmana. Un dirigent de BJP, Ajendra Ajay, de l'equip de relacions multimèdia del BJP de Dehradun, també va instar a una prohibició; va escriure a la Junta Central de Certificació de Cinema (CBFC) afirmant que la pel·lícula és una burla dels sentiments hindús tot i que es va establir en el teló de fons de les inundacions d'Uttarakhand. Parlant sobre el llançament del tràiler de la pel·lícula, la productora Ronnie Screwvala va respondre a les seves preocupacions al afirmar que creia que no hi havia "gens ofensiu en la pel·lícula" i que estaria "feliç de parlar" sobre les objeccions una cop que la propia Junta Central de Certificació de Pel·lícules veies la pel·lícula. El director Abhishek Kapoor va concórrer, instant a la gent a veure la pel·lícula i a no jutjar-la pel tràiler.
Al desembre de 2018, dos advocats d'Andheri van presentar una denúncia davant la policia de Mumbai i la "Films Division of Mumbai", demanant que la pel·lícula no fos estrenada. Aquests van afirmar que la pel·lícula promou "l'amor jihad", i que els productors de la pel·lícula " van cuinar una història d'amor imaginari" i van advertir que, si la pel·lícula era estrenada, aquesta "donaria peu a un greu caos i anàrquies a tot el país i sens dubte causaria una enorme destrucció a tot arreu". En una entrevista amb el Mumbai Mirror, Sara Ali Khan va negar que la pel·lícula promogués "l'amor jihad", declarant que la pel·lícula "no era realment aquesta mena de pel·lícula, sinó que tracta sobre com Kedarnath és tant el món de Mansoor com el de Mukku. No entenc aquest tipus de divisió ... igual que a tothom no li ha d'agradar la pel·lícula, podem conviure amb diferents punts de vista del món ".
El 5 de desembre de 2018, Prakash Rajput, cap de la societat religiosa IHS, va iniciar un litigi d'interès públic contra la pel·lícula que finalment va ser rebutjat pel Tribunal Superior de Gujarat. Rajput va afirmar que la pel·lícula feria els sentiments hindús per retratar l'amor musulmà-hindú, i que l'escena del petó d'aquesta no era apropiada per a públics familiars. El tribunal ho va qüestionar a fons abans de descartar eventualment les seves denúncies i de d'implantar-li una multa de 5.000 rupies.

## Promoció i estrena
La pel·lícula va ser programada pel seu llançament al juny de 2018, però aquest es va retardar fins al 7 de desembre de 2018. Un cartell oficial de la pel·lícula es va estrenar el 29 d'octubre de 2018, i l'endemà es publicà un tràiler. El 12 de novembre de 2018 es va publicar el tràiler oficial i el cartell d'estrena. El 5 de novembre de 2018 es va estrenar la primera cançó i música de la pel·lícula, anomenada "Namo Namo". Aquesta és una cançó devocional composta per Amitabh Bhattacharya i interpretada per Amit Trivedi, retratada pel personatge de Sushant Singh Rajput, Mansoor, introduint-li com a "pithoo alegre però treballador" (porter al voltant de l'àrea de Kedarnath), que es preocupa pels seus clients mentre fan pelegrinatge.
El 12 de novembre de 2018, els actors principals, Rajput i Khan, van començar a promocionar la pel·lícula apareixent en el programa Indian Idol 10. El 15 de novembre de 2018 es publicà la segona cançó de la pel·lícula, "Sweetheart", a Youtube. Aquesta va ser escrita per Amitabh Bhattacharya, composta per Amit Trivedi, i cantada per Dev Negi. Una cerimònia "mehendi/sangeet" és el rerefons de la cançó, que suggereix la relació en desenvolupament entre els dos. El 20 de novembre de 2018, una tercera cançó va ser estrenada, "Qaafirana," la qual representa el romanç de la parella principal en el seu viatge pels turons de Kedarnath. Aquesta va ser composta per Amit Trivedi, i cantada per Arijit Singh i Uesta va ser composta per amit trivedi, i cantada per Arijit Singh i Nikhita Gandhi.
El 24 de novembre es va estrenar un curt diàleg promocional de la pel·lícula titulat "Panditji Senti Hogaye". Aquest mostra a Mukku com una "dona amb esperit lliure" que no vol limitar-se a tasques domèstiques i a dirigir l'hotel dels seus pares. A més a més, aquesta està en conflicte amb el seu pare, a qui anomena "Panditji", i somia amb viure pel seu compte.
El 27 de novembre de 2018 de nou els actors principals, Rajput i Khan, van promoure la pel·lícula en la competició de cant de televisió Sa Re Ga Ma Pa. El 28 de novembre de 2018, la quarta cançó de la pel·lícula, "Jaan 'Nisaar," va ser publicada. Aquesta és una balada d'amor cantada per Arijit Singh i Asees Kaur, en versió masculina i femenina respectivament. Escrita per Amitabh Bhattacharya i composta per Amit Trivedi, la cançó representa un conflicte basat en el desamor que la parella sofreix eventualment en la seva relació.
El 2 de desembre es va penjar un segon vídeo de diàleg curt: "Aadat daal lo", que mostra l'enginy de Mukku contra el coqueteig per part de Mansoor i, finalment, les seves inclinacions romàntiques cap a ell. El 4 de desembre es va publicar un breu diàleg titulat "Koshish Ki Hai Kabhi ", que revela una broma romàntica entre Mukku i Mansoor a mesura que aquests caminen per les muntanyes. El 5 de desembre, alguns dies abans de l'estrena de la pel·lícula, els productors van realitzar una projecció especial per a personalitats de Bollywood.